# Jakub Skrzywanek
Jakub Skrzywanek (ur. 25 lutego 1992 we Wrocławiu) – polski reżyser teatralny, autor tekstów, twórca instalacji performatywnych, dyrektor artystyczny Teatru Współczesnego w Szczecinie, a od 1 września 2024 roku zastępca dyrektora ds. artystycznych Narodowego Starego Teatru im. Heleny Modrzejewskiej w Krakowie. Laureat Paszportu Polityki w dziedzinie teatr (2023).
Absolwent Wydziału Reżyserii Dramatu w Akademii Sztuk Teatralnych w Krakowie, Filologii Polskiej na Uniwersytecie Wrocławskim, oraz kursu DOKPRO w Mistrzowskiej Szkole Wajdy. Na stałe współpracuje m.in. z Teatrem Powszechnym w Warszawie, Teatrem Polskim w Poznaniu oraz Teatrem Współczesnym w Szczecinie.

## Twórczość
Zadebiutował spektaklem “Cynkowi chłopcy”, w Teatrze Dramatycznym im. Jerzego Szaniawskiego w Wałbrzychu. W "Cynkowych chłopcach" Skrzywanek zestawił narrację Swietłany Aleksijewicz z festiwalem piosenki żołnierskiej. W 2018 podjął się wystawienia “Kordiana” z perspektywy transformacji ustrojowej w Polsce. W “Mein Kampf” po raz pierwszy w historii zainscenizował na scenie teatralnej manifest autorstwa Adolfa Hitlera jako przestrogę przed językiem używanym przez współczesnych polityków, co odbiło się szerokim echem nie tylko w Polsce, ale też poza granicami kraju. Innym głośnym spektaklem reżysera były “Opowieści niemoralne”, gdzie podejmuje temat molestowania seksualnego na przykładzie Romana Polańskiego. Spektakl ten był pierwszą w Polsce realizacją teatralną, przy której pracowały konsultantki scen intymnych – Agnieszka Róż i Jewgienia Aleksandrowa.
Do innych realizacji Skrzywanka należy “Śmierć Jana Pawła II”, która koncentruje się na publicznym umieraniu Karola Wojtyły, czy “Spartakus, miłość w czasach zarazy”, który podejmuje temat dorastania i pomocy psychiatrycznej osobom LGBT.
Niektóre spektakle Skrzywanka podejmują tematy kontrowersyjne. Jego dramat „Dziewczyny z podziemia” stworzony na podstawie wywiadów z afgańskimi uchodźczyniami (wystawiany w teatrze Ilkhom w Taszkencie) spotkał się z negatywnym odbiorem władz kraju. Rząd Uzbekistanu próbował przy pomocy uzbrojonej Gwardii Narodowej wstrzymać premierę, jednak po lokalnych i międzynarodowych protestach wycofano się z decyzji.
Skrzywanek prowadzi również działalność pedagogiczną. Jest autorem spektakli dla dzieci i młodzieży. Wraz z Justyną Sobczyk stworzyli “Sen nocy letniej” - spektakl wystawiony we współpracy ze szczecińskimi niepełnosprawnymi artystami  oraz z zespołem Teatru Współczesnego w Szczecinie.

## Recepcja międzynarodowa
Twórczość Skrzywanka była prezentowana na wielu międzynarodowych festiwalach teatralnych, takich jak prestiżowy Bergman Festival in Stockholm, Divadelny Svet Brno, czy na Międzynarodowym Festiwalu Teatralnym “Boska Komedia” w Krakowie.
Spektakle Jakuba Skrzywanka zwróciły uwagę zagranicznych obserwatorów. W 2019 o “Mein Kampf” napisały takie czasopisma jak The New York Times, Financial Times czy Daily Mail. Spektakl został odczytany jako głośny sprzeciw wobec retoryki partii rządzącej. Niemieckie czasopismo Frankfurter Allgemeine Zeitung napisało: “Skrzywanek chce być kimś więcej niż reżyserem teatralnym, który wprowadza na scenę politykę tożsamościową.”

## Nagrody
Za debiutanckich „Cynkowych Chłopców” z Teatru Dramatycznego w Wałbrzychu nagrodzony Grand Prix na Festiwalu Pierwszy Kontakt w Toruniu i M-Teatr w Koszalinie. Jest laureatem najważniejszych nagród teatralnych. Zdobywcą „Lauru Konrada”, nagrody za indwyiudolność i oryginalność języka na Międzynarodowym Festiwalu „Boska Komedia” i laureatem Paszportu Polityki w kategorii Teatr.
- 2016 – Grand Prix na festiwalu "M-Teatr" w Koszalinie
- 2017 – Grand Prix na festiwalu "Pierwszy Kontakt" w Toruniu,
- 2020 – Nagroda za spektakl "To my jesteśmy Przyszłością!" na międzynarodowym festiwalu "Korczak"
- 2022 – "Laur Konrada" - najważniejsza polska nagroda reżyserska, po raz drugi w historii Festiwalu Interpretacje, jednogłośnie przyznana za "Śmierć Jana Pawła II”.
- 2022 – Nagroda za oryginalność języka i wybitne kreacje aktorskie dla "Śmierci Jana Pawła II" na Międzynarodowym Festiwalu Boska Komedia w Krakowie.
- 2023 – "Paszport Polityki" w kategorii Teatr, najważniejsza nagroda dla artystów w Polsce przyznawana przez jury złożone z krytyków i dziennikarzy.
- 2023 – "Najciekawsza osobowość artystyczna festiwalu" (dawniej nagroda przyznawana "Najlepszemu reżyserowi") na Międzynarodowym Festiwalu Teatralnym "Kontakt" w Toruniu.

## Działalność kuratorska
W prowadzonym przez niego Teatrze Współczesnym w Szczecinie stawia na odkrywanie młodych artystów oraz czerpanie inspiracji z zachowań i opinii widzów.
Ponadto jest członkiem zarządu Polskiej Gildii Reżyserów i Reżyserek Teatralnych, organizacji, której celem jest polepszanie standardów pracy w polskim środowisku teatralnym.
Od 2023 roku jest kuratorem w międzynarodowym programie Vaba Lava w teatrze w Tallinnie.

## Wybrane realizacje
- Cynkowi chłopcy, Teatr Dramatyczny im. Jerzego Szaniawskiego, Wałbrzych, premiera 22 stycznia 2016, (reżyseria),
- Kilka sposobów na to, jak schudnąć, ale zostać szczęśliwym, czyli jak kapitalizm nas tuczy i nie pozwala dojeść, Teatr Muzyczny Capitol, Wrocław, premiera 25 marca 2017, (reżyseria),
- Opole/04 (wspólnie z Agnieszką Korytkowska-Mazur, Piotrem Ratajczakiem, Marcinem Wierzchowskim), Teatr im. Jana Kochanowskiego, Opole, premiera 9 kwietnia 2017, (reżyseria, tekst),
- Live the city // Leave the city, instalacja performatywna, data premiery 10 września 2017,
- Kiedy mój tata zmienił się w krzak, Teatr Dramatyczny im. Jerzego Szaniawskiego, Wałbrzych, premiera 20 września 2017, premiera 20 września 2017, (reżyseria),
- Superspektakl, (reżyseria współnie z Justyną Sobczyk), Teatr Powszechny im. Zygmunta Hübnera, Warszawa, premiera 11 listopada 2017, (reżyseria, scenariusz),
- Kordian, Teatr Polski, Poznań, premiera 12 stycznia 2018, (reżyseria),
- Kobieta zagrożona niskimi świadczeniami emerytalnymi, Teatr Współczesny, Szczecin, 12 maja premiera 2018, (współpraca dramaturgiczna),
- Duchologia polska, Teatr Dramatyczny im. Jerzego Szaniawskiego, Wałbrzychu i Teatr Zagłębia w Sosnowcu, premiera 21 września 2018, (reżyseria),
- 27 grudnia, Teatr Polski, Poznań, prermiera 28 grudnia 2018, (reżyseria)
- Mein Kampf, Teatr Powszechny im. Zygmunta Hübnera, Warszawa, premiera 23 marca 2019, (reżyseria)
- Kaspar Hauser, Teatr Współczesny, Szczecin, premiera 8 grudnia 2019, (reżyseria),
- Gargantua i Pantagruel, Teatr im. Wilama Horzycy, Toruń i Teatr J. Kochanowskiego w Opolu, premiera 22 lutego 2020, (reżyseria)
- MUSEUM OF THE ROMANIAN HOLOCAUST, a story better left unsaid again, Theater of youth Piatra Neamnt, Ruminia, premiera 5 września 2021, (reżyseria),
- Opowieści niemoralne, Teatr Powszechny w Warszawie, premiera 25 września 2021, (reżyseria i scenariusz),
- Śmierć Jana Pawła II, Teatr Polski w Poznaniu, premiera 5 lutego 2022, (reżyseria i scenariusz),
- Spartakus. Miłość w czasach zarazy, Teatr Współczesny, Szczecin, premiera 13 maja 2022, (reżyseria, scenariusz)
- Undergrands Girls, Ilxom Theater in Tashkent, premiera 10 września 2022, (reżyseria, tekst)
- Sen nocy letniej, Teatr Współczesny, Szczecin, premiera 25 lutego 2023 (reżyseria wspólnie z Justyną Sobczyk), (reżyseria, scenariusz)
- Zbrodnia i Kara. Z powodu zbrodni Rosjan, których nie potrafimy zrozumieć, premiera 16 czerwca 2023, (reżyseria i tekst).
- Zamach na Narodowy Stary Teatr, premiera 21 marca 2025, (reżyseria, koncepcja)[7]